# Réserve nationale de faune de Shepody
La réserve nationale de la faune de Shepody est une aire protégée du Canada située au Nouveau-Brunswick et l'une des cinq réserves nationales de faune de cette province. Elle protège les marais de Chipoudy. La réserve est aussi incluse dans la réserve de biosphère de Fundy, le site Ramsar de Mary's Point, la zone importante pour la conservation des oiseaux Baie de Shepody et du Réseau de réserves pour les oiseaux de rivage de l'hémisphère occidental Baie de Fundy.

## Géographie

### Localisation

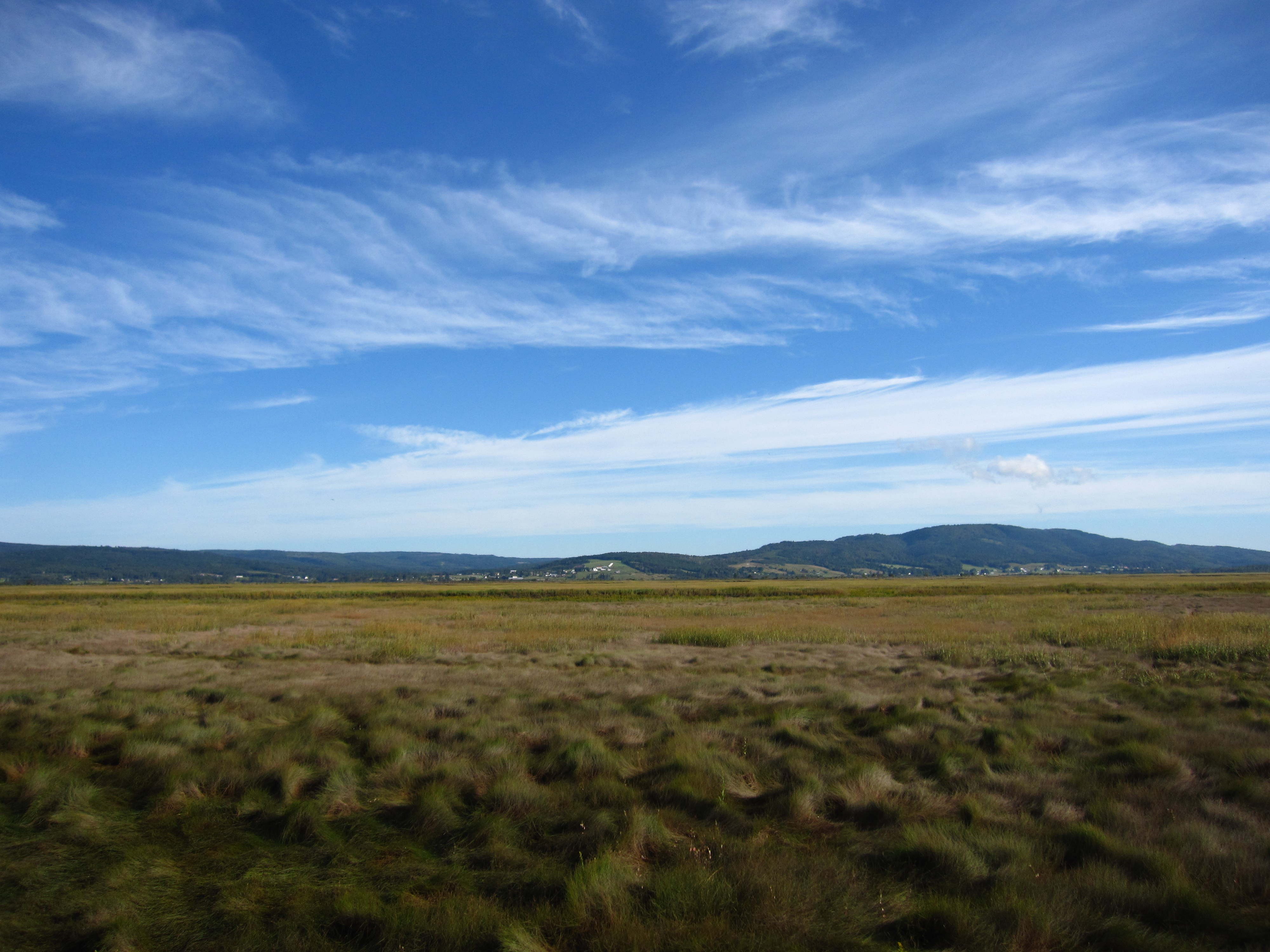
Marais dans la réserve

La réserve nationale de faune de Shepody a une superficie de 10,69 km2. Elle est située au sud-est du Nouveau-Brunswick, sur la rive nord de la baie de Chignectou, une des extrémités de la baie de Fundy. Elle est entièrement située dans la paroisse d'Harvey qui est située dans le comté d'Albert. Elle est divisée en trois unités distinctes. La plus grande, le marais de Germantown est situé sur la rivière Chipoudy au sud-ouest de Riverside-Albert. Les deux autres unités, New Horton et Mary's Point sont situées sur les rives de l'estran New Horton.

### Relief
L'altitude de la réserve varie du niveau de la mer à la baie de Chignectou à une altitude de 35 m dans l'unité du marais de Germantown. Mary's Point est une longue bande de terre ayant une longue plage de sable et de gravier sur son côté nord. Quant aux deux autres secteurs ils correspondent à des marais d'eau douce.

### Géologie
Le sous-sol de la réserve repose sur du grès du Carbonifère. Les parties des plus basses sont riches en fossiles, on y retrouve des calamites, une plante apparentée au prêles, et des troncs d'arbres fossilisés. On y retrouve aussi les mêmes gisements de charbon asphaltique (ou albertite) que ceux d'Albert Mines, à partir duquel que Abraham Gesner, le premier géologue du Nouveau-Brunswick, inventa le kérosène. Le grès de Mary's point a servi entre autres à la construction de la Bethesda Terrace à Central Park.

## Faune
Le slikke de Mary's Point comprend la plus forte concentration de corophie tourneur (Corophium volutator) au monde avec une densité 60 000 individus au mètre carré. Cette riche source d'alimentation attire environ les trois quarts de la population de bécasseaux semipalmés (Calidris pusilla), soit environ 300 000, lors de leurs migrations automnales. Ils représentent à eux seul 95 % de la faune aviaire dans la baie de Shepody. Les autres espèces limicoles rencontrées à Mary's Point sont le bécasseau minuscule (Calidris minutilla), le bécasseau à croupion blanc (Calidris fuscicollis), le pluvier semipalmé (Charadrius semipalmatus), le pluvier argenté (Pluvialis squatarola), le bécasseau sanderling (Calidris alba), le tournepierre à collier (Arenaria interpres), le bécassin roux (Limnodromus griseus) et le grand chevalier (Tringa melanoleuca). Les rapaces les plus souvent observés sont le faucon émerillon (Falco columbarius), le faucon pèlerin (Falco peregrinus) et le busard Saint-Martin (Circus cyaneus). On y observe aussi le goéland à bec cerclé (Larus delawarensis), le goéland marin (Larus marinus), le goéland hudsonien (Larus smithsonianus), le grand Héron (Ardea herodias), l'eider à duvet (Somateria mollissima) et le bruant de Nelson (Ammodramus nelsoni).

## Histoire
La réserve a été constituée le 25 juin 1980. L'unité de Mary's Point a été reconnue comme site Ramsar le 24 mai 1982. Cette même unité a été incluse dans le site du réseau de réserves pour les oiseaux de rivage de l'hémisphère occidental de la baie de Fundy. Elle a été incluse parmi la zone de transition de la réserve de biosphère de Fundy en 2007.